# ФК Дунав (Русе)
„Дунав“ е футболен клуб от град Русе, България. Основан е през 1949 г. Играе мачовете си на Градския стадион с капацитет 13 000 места. Цветове на клуба са небесно синьо и бяло.

## История

### Ранни години
Клубът е основан на 16 февруари 1949 г. в резултат на обединение на ФД „Локомотив“ (учредено 1930 г. като ЖСК), ФД „Динамо“ (1944) и ФД „Русенец“ (1947).Обединителното събрание се състои в местното кино„Славянска култура“.Пръв председател е Т.Георгиев. Малко след това приема името „Торпедо“. През октомври 1949 г. клубът е разформирован и на негово място са създадени 5 доброволни спортни организации на ведомствен принцип, каквато е практиката в цялата страна по това време – ДСО „Торпедо“, ДСО „Септември“, ДСО „Червено знаме“, ДСО СКНА и ДСО „Спартак“. През сезон 1951 ДСО „Торпедо“ участва за първи път в А група, но се класира на последното 12-о място и изпада. През сезон 1956 отново е в елита, но пак не успява да се утвърди в шампионата. Записва само 2 победи по време на сезона и завършва на последното място.

### Утвърждаване в елита и финал за купата
На 11 май 1957 г. петте доброволни спортни организации в града се сливат под името „Дунав“. През сезон 1958 клубът участва в А група и се класира на предпоследното 11-о място. Тъй като обаче сезонът е преходен и няма изпадащи, русенци остават в елита. През 1958/59 се представят далеч по-успешно и завършват на 6-а позиция. В следващите години „Дунав“ се утвърждава в А група. Това става и с помощта на централния нападател Никола Йорданов, считан за най-великия футболист в клубната история. Той е привлечен в отбора през 1960 г. и играе до 1972 г., отбелязвайки 132 гола в елитното първенство. Избран за Футболист №1 на Русе за ХХ век.
През 1961/62 Йорданов става голмайстор на А група с 23 попадения. През същия сезон отборът постига най-големия си успех за националната купа. Русенци стигат до финала на турнира, където обаче губят с 0:3 от Ботев (Пловдив). Те записват общо 10 последователни сезона в елита, като през тях почти винаги са в „златната среда“ на класирането. Сред другите изявени футболисти в тима в този период са Стоян Маринов, Петър Флоров, Васил Разсолков, Ремзи Нуриев, Добри Добчев. Серията им в А група приключва през сезон 1966/67, когато финишират на предпоследното 15-о място. Само година по-късно обаче се завръщат в най-високото ниво на българския футбол.

### Дебютно участие в евротурнирите
В края на 60-те години на ХХ век в състава постъпват редица талантливи футболисти като Слави Дамянов, Иван Въжаров, Никола Христов, Стоян Илиев, вратарят Игнат Младенов, които впоследствие се превръщат в гръбнака на една от най-силните формации в клубната история. През сезон 1972/73 русенци се класират на 6-о място в А група, но са извадени от първенството, заедно с Черноморец (Бургас), заради доказан опит за уреждане на срещите между двата отбора. Бързо обаче се завръщат в елита. През 1973/74 завършват безапелационно на 1-во място в Северната Б група, а Никола Христов и Стоян Илиев си разделят голмайсторския приз във втория ешелон с по 16 гола.
През сезон 1974/75 под ръководството на старши треньора Петър Аргиров, който е начело на отбора от 1971 г., „Дунав“ постига най-големия си успех в А група. Завършва на 4-то място в крайното класиране и придобива правото да участва за първи път в европейските клубни турнири. В Купата на УЕФА русенци срещат италианския гранд Рома. В първата среща, играна на 17 септември 1975 г., губят с 0:2 в Рим. На реванша в Русе на 1 октомври обаче постигат паметна победа с 1:0 пред 25 000 зрители на Градския стадион с гол на Тодор Иванов в 63-тата минута. На вътрешната сцена през сезон 1975/76 клубът се класира на 9-о място.

### Срив в края на 70-те години
В хода на следващата кампания 1976/77 в състава на „Дунав“ настъпва срив. Тимът се представя под нивото от последните години и изпада в Б група, финиширайки сезона на последното 16-о място в класирането. Въпреки че русенци запазват по-голямата част от основното си ядро футболисти, срещат сериозни трудности в завръщането си в елита.
Отборът изиграва 7 поредни сезона във втория ешелон, в които се представя противоречиво. В този период при русенци се извършва и смяна на поколенията. Много от играчите, стигнали до участие в евротурнирите, се оттеглят. В състава влизат футболисти като Мирослав Миронов, Диян Ангелов, Николай Боянов, Ешреф Сюлейманов, Драгомир Енчев, Валери Кулинов, които са част от ядрото на тима през следващите години.

### Отново в А група през 80-те
През сезон 1983/84 „Дунав“ се класира на 2-ро място в Северната Б група след Спартак (Плевен) и се завръща в елитното първенство. През 1984/85 завършва на 11-о място в А група, но през 1985/86 остава последен в крайното класиране. Следват нови две години във втория ешелон.
През 1988 г. русенци за пореден път се класират в А група. От школата на клуба изгрява таланта на Анатоли Нанков, утвърждава се и Зарко Мачев. На треньорския пост застава бившият вратар на Славия Симеон Симеонов, под чието ръководство отборът се класира на 6-о място през 1988/89. Година по-късно клубът финишира на 12-о място, но през 1990/91 не успява да оцелее в елита. Следва най-трудния период в досегашната история на клуба, който продължава четвърт век.

### Четвърт век в долните дивизии
След изпадането си от А група през 1991 г. „Дунав“ цели 25 години не успява да се завърне в елита. В този период клубът често е съпътстван от тежки финансови кризи, заради които неведнъж се свлича до аматьорския футбол.
Първата половина на 90-те години на ХХ век са сравнително стабилни за русенци, макар и във втория ешелон. Преди началото на сезон 1994/95 дори са смятани за основен фаворит за промоция в елита. Издръжката на клуба е поета от строителния предприемач Димитър Барбуков, а за старши треньор е назначен Аспарух Никодимов. Въпреки сериозните финанси, с които разполага, отборът не постига нищо. На полусезона наставник става друга легенда в лицето на Добромир Жечев, но ситуацията не се променя. В крайна сметка „Дунав“ е изпреварен в класирането от Спартак (Варна) и Раковски (Русе). През същия сезон русенци достигат и до финал за Купата на ПФЛ, който губят с 0:3 от Етър, а впоследствие Барбуков спира издръжката на клуба. В резултат на това отборът завършва на 17-о място през сезон 1995/96 и изпада във В група.
Следват години, в които русенци се движат между втора и трета дивизия. През 2003 г. клубът фалира, а новото дружество започва участие от областната група. През сезон 2003/04 под ръководството на Никола Христов отборът печели Купата на Аматьорската футболна лига. Във финала надиграва с 1:0 Сливен на стадион „Локомотив“ в София с гол на Мирослав Енев от дузпа. През 2005 г. се завръща в Б група, но през 2011 г. отново изпада в несъстоятелност.

### Завръщане в А група и ЕКТ
През второто десетилетие на ХХ век започва възход на клуба. Управлението е поето от д-р Симеон Симеонов. След два поредни сезона в трета дивизия, през лятото на 2013 г. „Дунав“ получава покана да се присъедини към Б група, тъй като три отбора се отказват от участие. След само един сезон във втория ешелон обаче отново изпада в аматьорския футбол.
През лятото на 2014 г. за старши треньор е назначен Веселин Великов. Той поставя основите на стабилен отбор, който прегазва конкуренцията в Североизточната В група през сезон 2014/15. Русенци завършват на 1-во място с 28 победи, 1 равенство и 1 загуба при голова разлика 121:11. Възходът продължава и през следващия сезон. Клубът завършва на 1-во място в Б група и се завръща в елита след 25-годишна пауза. Сезон 2016/17 в Първа лига също е изключително успешен. „Дунав“ повтаря най-доброто си класиране в историята, финиширайки на 4-то място в крайното класиране. С това си спечелва правото да се завърне в европейските клубни турнири след 42-годишна пауза.
През лятото на 2017 г. русенци срещат казахстанския Иртиш в 1-вия квалификационен кръг на Лига Европа и отпадат след две загуби с 0:1 и 0:2. На вътрешната сцена записват още 3 сезона в Първа лига. През 2019/20 изпадат от елита след бараж срещу Монтана, който е загубен с 1:4. Впоследствие клубът се отказва от участие във Втора лига поради липса на финанси и отново стига до аматьорския футбол.

## През последните години
| Сезон   | Име на отбора | Шампионат  | Шампионат | Шампионат | Шампионат | Шампионат | Шампионат | Шампионат | Шампионат | Национална купа    |
| Сезон   | Име на отбора | Дивизия    | М         | П         | Р         | З         | Г.раз     | Т         | Класиране | Национална купа    |
| ------- | ------------- | ---------- | --------- | --------- | --------- | --------- | --------- | --------- | --------- | ------------------ |
| 2011/12 | Дунав (Русе)  | В група    | 28        | 12        | 10        | 6         | 48:19     | 46        | 6. място  | Не участва         |
| 2012/13 | Дунав (Русе)  | В група    | 28        | 24        | 2         | 2         | 86:15     | 74        | 2. място  | Не участва         |
| 2013/14 | Дунав (Русе)  | Б група    | 26        | 6         | 9         | 11        | 24:32     | 27        | 13. място | 1/16-финал         |
| 2014/15 | Дунав (Русе)  | В група    | 30        | 28        | 1         | 1         | 121:11    | 85        | 1. място  | 1/8-финал          |
| 2015/16 | Дунав (Русе)  | Б група    | 30        | 18        | 10        | 2         | 53:19     | 64        | 1. място  | 1/8-финал          |
| 2016/17 | Дунав (Русе)  | Първа лига | 36        | 15        | 10        | 11        | 45:43     | 55        | 4. място  | 1/4-финал          |
| 2017/18 | Дунав (Русе)  | Първа лига | 36        | 10        | 7         | 19        | 29:49     | 37        | 12. място | 1/4-финал          |
| 2018/19 | Дунав (Русе)  | Първа лига | 36        | 9         | 9         | 18        | 40:58     | 36        | 11. място | 1/8-финал          |
| 2019/20 | Дунав (Русе)  | Първа лига | 31        | 6         | 8         | 17        | 26:55     | 26        | 12. място | 1/16-финал         |
| 2020/21 | Дунав (Русе)  | Трета лига | 28        | 16        | 5         | 7         | 60:33     | 53        | 5. място  | Предварителен кръг |
| 2021/22 | Дунав (Русе)  | Трета лига | 26        | 23        | 3         | 0         | 87:15     | 72        | 1. място  | Предварителен кръг |
| 2022/23 | Дунав (Русе)  | Втора лига | 34        | 13        | 11        | 10        | 47:38     | 50        | 5. място  | 1/16-финал         |
| 2023/24 | Дунав (Русе)  | Втора лига | 34        | 12        | 10        | 12        | 30:36     | 46        | 9. място  | 1/16-финал         |
| 2024/25 | Дунав (Русе)  | Втора лига | 38        | 17        | 13        | 8         | 52:35     | 64        | 6. място  | 1/8-финал          |

## Успехи
- А група (Първа лига):
  - 4-то място (2): 1974/75, 2016/17
- Б група (Втора лига):
  - Шампион (6): 1950, 1954, 1957, 1967/68, 1973/74, 2015/16
- Национална купа:
  - Финалист: 1961/62
  - Полуфиналист: 1976/77
- Купа на ПФЛ:
  - Финалист: 1994/95
- Купа на АФЛ:
  - Носител (2): 2003/04, 2014/15

## Участия в европейските турнири
| Сезон   | Турнир       | Кръг       | Отбор            | Домакин | Гост | Общо |  |
| ------- | ------------ | ---------- | ---------------- | ------- | ---- | ---- |  |
| 1975/76 | Купа на УЕФА | 1 кръг     | Рома (Рим)       | 1:0     | 0:2  | 1:2  |  |
| 2017/18 | Лига Европа  | 1 кв. кръг | Иртиш (Павлодар) | 0:2     | 0:1  | 0:3  |  |

## Настоящ състав
Към 28 август 2020 г. 

## Почетни листи в елита
Рекордьор по изиграни мачове за „Дунав“ в А група е защитникът Тодор Тодоров. Между 1965 г. и 1978 г. той записва общо 278 участия в елитното първенство. На 2-ро място е централният нападател Никола Йорданов (1960 – 1972) с 249 мача, а трети е халфът Шамси Сюлейманов (1962 – 1975) с 246 участия в най-високото ниво на българския футбол.
Във вечната ранглиста по отбелязани голове за клуба Никола Йорданов е далеч пред всички със 132 попадения. Той е и единственият футболист на русенци, печелил голмайсторския приз в шампионата. Става №1 с 23 гола през сезон 1961/62. След него се нарежда Никола Христов, който в периода от 1969 г. до 1977 г. се разписва 59 пъти в А група. На трета позиция с 57 гола е Стоян Маринов (1961 – 1973).
| Място | Име              | Мачове |
| ----- | ---------------- | ------ |
| 1     | Тодор Тодоров    | 278    |
| 2     | Никола Йорданов  | 249    |
| 3     | Шамси Сюлейманов | 246    |
| 4     | Петър Колев      | 207    |
| 5     | Благой Далев     | 205    |
| 6     | Слави Дамянов    | 205    |
| 7     | Добри Добчев     | 204    |
| 8     | Огнян Илиев      | 193    |
| 9     | Иван Минчев      | 190    |
| 10    | Иван Въжаров     | 188    |

| Място | Име               | Голове |
| ----- | ----------------- | ------ |
| 1     | Никола Йорданов   | 132    |
| 2     | Никола Христов    | 59     |
| 3     | Стоян Маринов     | 57     |
| 4     | Петър Флоров      | 35     |
| 5     | Васил Разсолков   | 31     |
| 6     | Ешреф Сюлейманов  | 28     |
| 7     | Стоян Илиев       | 25     |
| 8     | Драгомир Енчев    | 23     |
| 9     | Иван Въжаров      | 23     |
| 10    | Алекси Парашкевов | 20     |

## Треньорите
- Димитър Байкушев – 1957
- Атанас Ковачев – 1958
- Атанас Ковачев – 1959
- Атанас Цанов – 1960/61
- Атанас Цанов – 1961/62
- Атанас Цанов – 1962/63
- Атанас Цанов – 1963/64
- Александър Попов – 1964/65
- Георги Берков – 1965/66
- Георги Берков – 1966/67
- Атанас Цанов – 1967/68
- Атанас Цанов – 1968/69
- Атанас Цанов – 1969/70
- Здравко Душанов – 1970/71
- Петър Аргиров – 1972/73
- Любомир Малинов – 1973/74
- Любомир Малинов – 1974/75
- Любомир Малинов – 1975/76
- Любомир Малинов – 1976/77
- Любомир Малинов – 1977/78
- Любомир Малинов – 1978/79
- Петър Пенев – 1979/80
- Атанас Цанов – 1980/81
- Петър Пенев – 1981/82
- Никола Ковачев – 1982/83 (есен)
- Аспарух Никодимов – 1982/83 (пролет)
- Петко Цветанов – 1983/84
- Петко Цветанов – 1984/85 (есен)
- Любомир Малинов – 1984/85 (пролет)
- Любомир Малинов – 1985/86
- Любен Марков – 1986/87
- Васил Разсолков – 1987/88 (есен)
- Тодор Велев – 1987/88 (пролет)
- Симеон Симеонов – 1988/89
- Симеон Симеонов – 1989/90 (есен)
- Любомир Малинов – 1989/90 (пролет)
- Любомир Малинов – 1990/91 (есен)
- Добромир Жечев – 1990/91 (пролет)
- Никола Христов – 1991/92 (есен)
- Петър Флоров – 1991/92 (пролет)
- Петър Флоров – 1992/93 (есен)
- Атанас Цанов – 1992/93 (пролет)
- Ремзи Нуриев – 1993/94 (есен)
- Аспарух Никодимов – 1993/94 (пролет)
- Аспарух Никодимов – 1994/95 (есен)
- Добромир Жечев – 1994/95 (пролет)
- Иван Иванов – 1995/96 (есен)
- Борис Ангелов – 1995/96 (пролет)
- Тодор Тодоров – 1996/97
- Тодор Тодоров – 1997/98
- Димитър Димитров – 1998/99
- Никола Христов – 1999/2000
- Благой Кръстанов – 2000/01
- Никола Христов – 2001/02 (есен)
- Игнат Младенов – 2001/02 (пролет)
- Вачко Маринов – 2002/03
- Никола Христов – 2003/04
- Никола Христов – 2004/05 (есен)
- Енгибар Енгибаров – 2004/05 (пролет)
- Георги Харалампиев – 2005/06 (есен)
- Ферарио Спасов – 2005/06 (пролет)
- Мариян Тодоров – 2006/07
- Никола Христов – 2007/08
- Мирослав Миронов – 2008/09
- Мирослав Миронов – 2009/10
- Борислав Богомилов – 2011/12
- Диян Божилов – 2012/13 (пролет)
- Мирослав Миронов – 2013/14(лято)
- Самир Мъстънов -2013/2014
- Веселин Великов – 2014/15
- Веселин Великов – 2015/16
- Веселин Великов – 2016/17
- Малин Орачев – 2017/18 (пролет)
- Людмил Киров – 2018/19 (пролет)
- Пламен Донев – 2020 (лято)
- Илиян Памуков – 2020 – 2022
- Мартин Цирков – 2020 – 2022
- Людмил Киров – 2022 – 2023
- Мартин Ковачев – 2023 – 2024
- Георги Чиликов – 2024 –

## Русенски футболисти, играли за националния отбор
- Светослав Калчев (Слави) – 3 мача (1956)
- Никола Йорданов – 3 мача (1960/62)
- Никола Христов – 7 мача (1973/76)
- Атанас Цанов – 3 мача (1959)
- Иван Атанасов – 1 мач (1960)
- Стоян Маринов (Чаната) – 5 мача (1970)
- Благой Далев – 1 мач (1972)
- Игнат Младенов – 5 мача (1973)
- Георги Велинов – 33 мача (1976/84)
- Стоян Илиев – 3 мача (1976/78)